# El hombre cuántico: La vida de Richard Feynman en la ciencia
El hombre cuántico: La vida de Richard Feynman en la ciencia es el octavo libro de no ficción del físico teórico estadounidense Lawrence M. Krauss. El texto fue publicado inicialmente el 21 de marzo de 2011 por W. W. Norton & Company. Physics World eligió el libro como Libro del Año 2011. En este libro, Krauss se centra en la biografía científica del físico Richard Feynman.

## Revisión
Armado con material como éste, cualquier biografía será una propuesta atractiva, y el Hombre Cuántico ciertamente no tiene escasez de anécdotas e ideas intrigantes. Tenemos una sensación de la ebullición, así como de la enloquecida irreverencia, que definía su carácter. El problema es que Krauss -también físico teórico- se concentra demasiado en la ciencia, más que en la vida de Richard Feynman. Parece demasiado preocupado por que las travesuras de su sujeto puedan distraer a los lectores de apreciar plenamente la física cuántica, un mundo arcano que Feynman dominaba pero que desconcierta a la mayoría de los otros. Como resultado, se nos presentan páginas y páginas sobre las minucias de las interacciones de los electrones y los intercambios de fotones a expensas de cualquier interés humano. El resultado es un libro que se esfuerza por hacer justicia intelectual al científico Feynman, pero que lo deja corto como una personalidad plena.

—The Guardian